# Giuseppina Macrì
Pour les articles homonymes, voir Macrì.
Giuseppina Macrì, née le 3 septembre 1974 à Crotone, est une judokate italienne,,.

## Palmarès international en judo
| Championnats du monde | Championnats du monde | Championnats du monde |
| Année                 | Médaille              | Catégorie             |
| --------------------- | --------------------- | --------------------- |
| 2001                  | bronze                | –48 kg                |
| Championnats d’Europe |                       |                       |
| Année                 | Médaille              | Catégorie             |
| 2001                  | bronze                | –48 kg                |
| 2002                  | bronze                | –48 kg                |
| 2003                  | argent                | –48 kg                |
| Jeux méditerranéens   |                       |                       |
| Année                 | Médaille              | Catégorie             |
| 1997                  | bronze                | –52 kg                |
| 2001                  | argent                | –48 kg                |